# Driekske van Bussel
Hendrikus van Bussel (conocido como Driekske van Bussel; Asten, 18 de noviembre de 1868-Helmond, 27 de abril de 1951) fue un deportista neerlandés que compitió en tiro con arco, en la modalidad de arco recurvo.
Participó en los Juegos Olímpicos de Amberes 1920, obteniendo una medalla de oro en la prueba pichón móvil 28 m por equipo.

## Palmarés internacional
| Juegos Olímpicos | Juegos Olímpicos  | Juegos Olímpicos | Juegos Olímpicos             |
| Año              | Lugar             | Medalla          | Prueba                       |
| ---------------- | ----------------- | ---------------- | ---------------------------- |
| 1920             | Amberes (Bélgica) | Medalla de oro   | Pichón móvil 28 m por equipo |